# Francis Bigod
Sir Francis Bigod (* 1508; † 2. Juni 1537 in Tyburn) war ein englischer Adliger, der sich gegen König Heinrich VIII. erhob und deswegen hingerichtet wurde.

## Herkunft und familiäres Umfeld
Francis Bigod stammte aus einer alten anglo-normannischen Familie, die mit Wilhelm I. (England) nach England gekommen war und die seit 1140/41 fünf Earls of Norfolk stellte, bis 1302 der kinderlose 5. Earl seinen Titel der Krone zurückgab, obwohl er noch einen lebenden Bruder mit männlichem Nachwuchs besaß (siehe auch Bigod (Adelsgeschlecht)). Von diesem Bruder entstammte in gerader Linie Francis Bigod ab. Er war der Enkel und Erbe des Sir Ralph Bigod, gestorben 1515, und Sohn des im Anglo-Schottischen Krieg 1513 gefallenen John Bigod. Mit dem Tod seines Großvaters erbte er dessen Güter Settringham und Mulgrave Castle.

## Leben
Francis Bigod wurde 1508 geboren und erhielt mit seiner Volljährigkeit 1529 von Heinrich VIII. seine ererbten Güter bestätigt. Noch im gleichen Jahr wurde er zum Ritter geschlagen. Er studierte einige Zeit in Oxford, ohne allerdings mit einem akademischen Grad abzuschließen. Ab 1527 stand er in Diensten des Kardinals Thomas Wolsey, nach dessen Sturz in den Diensten seines Nachfolgers Thomas Cromwell, des späteren Earl of Essex, der 1540 hingerichtet wurde. Wie Cromwell engagierte er sich in der Folgezeit für die Kirchenreformen Heinrichs VIII., nahm aber, von den Rebellen aus der Grafschaft Yorkshire mehr oder weniger gezwungen, angeblich ungewollt an der Pilgrimage of Grace unter der Führung von Robert Aske, mit der die Aufständischen, die Wiederherstellung der katholischen Kirche erreichen wollten, teil. Nach der blutigen Niederschlagung dieser Rebellion, für deren Teilnahme er nicht belangt wurde, erhob er sich trotzdem im Januar 1537 in Beverley als Anführer eines erneuten Aufstandes (sogenannter Bigod-Aufstand) gegen den König, da dieser die Versprechungen, u. a. allgemeine Amnestie, nicht einhielt. Er wurde gefangen genommen, zum Tode verurteilt und in Tyburn am 2. Juni 1537 gehängt.
Sir Francis Bigod war auch literarisch tätig: Er übersetzte mehrere lateinischen Schriften ins Englische und schrieb Traktate über religionspolitische Fragen, darunter eine Schrift gegen die königliche Suprematie. Er war mit Katherine, Tochter des Lord Conyers, verheiratet, mit der er einen Sohn hatte, der unter Eduard VI. restituiert wurde, und eine Tochter.